# Campania, Tasmanien
Campania är en ort i Australien. Den ligger i kommunen Southern Midlands och delstaten Tasmanien, i den sydöstra delen av landet, omkring 25 kilometer norr om delstatshuvudstaden Hobart.
Närmaste större samhälle är Bridgewater, omkring 18 kilometer sydväst om Campania. 
Trakten runt Campania består i huvudsak av gräsmarker. Runt Campania är det ganska tätbefolkat, med 124 invånare per kvadratkilometer. Genomsnittlig årsnederbörd är 697 millimeter. Den regnigaste månaden är juli, med i genomsnitt 78 mm nederbörd, och den torraste är februari, med 41 mm nederbörd.